# Scarlets
Scarlets (fino al 2008 Llanelli Scarlets) è una franchigia professionistica gallese di rugby a 15.
Partecipa all’United Rugby Championship e all'European Rugby Champions Cup.
Nacque nel 2003 come una delle cinque squadre regionali (ora diventate quattro) volute dalla Welsh Rugby Union.
La regione degli Scarlets comprende Llanelli, Carmarthen, Llandovery e Narberth.
Disputa le proprie partite interne al Parc y Scarlets, impianto di proprietà a Pemberton, sobborgo di Llanelli.

## Storia

### Fondazione
Nel 2003 la Welsh Rugby Union decise in modo controverso di creare cinque squadre regionali attratta da successo che questo tipo di format aveva già ottenuto in Irlanda e negli stati dell'emisfero sud: Sudafrica, Australia e Nuova Zelanda.
Inizialmente si pensò di creare un team regionale con giocatori provenienti da Llanelli, Swansea e Neath. Il piano fu poi modificato con Llanelli che si sarebbe dovuto fondere con Swansea e Neath con Bridgend. Il Llanelli si oppose però ad entrambe le soluzioni e richiese di ottenere lo status di stand-alone. Alla fine a Llanelli fu accordato lo status richiesto (così come accadde a Cardiff) e ottenne di essere una regione a sé stante. Il 7 luglio 2003 la squadra regionale Llanelli Scarlets fu ufficialmente creata.
Ufficialmente i Llanelli Scarlets rappresentano tutto il nord e l'ovest del Galles. La regione è di proprietà dei proprietari del Llanelli RFC.

### Dal 2003 a oggi
Durante la loro stagione inaugurale gli Scarlets convocarono molti giocatori del Llanelli RFC, squadra che l'anno prima aveva avuto molti successi, e disputarono un'ottima prima annata. Vinsero infatti la Celtic League precedendo di quattro punti l'Ulster e raggiunsero i quarti nella Heineken Cup. Nella coppa europea gli Scarlets disputarono il Girone 4 con Northampton Saints, Agen e Border Reivers, vincendo cinque delle sei partite (l'unica sconfitta è quella contro l'Agen) e arrivando primi nel gruppo. Nei quarti di finale furono comunque sconfitti dal Biarritz Olympique 27 a 10.
La stagione successiva, comunque, fu meno vincente. Colpiti da infortuni e ritiri, come pure dal trasferimento dell'ala Stephen Jones ai Clermont Auvergne, gli Scarlets finirono solamente al quinto posto della Celtic League e andarono anche peggio nell'Heineken Cup. Infatti vinsero solo due dei sei match del girone eliminatorio, dove arrivarono terzi dietro Northampton Saints e Toulouse. L'unico risultato positivo della stagione è il raggiungimento della finale di Celtic Cup, persa però col Munster 26 a 17.
Nella stagione 2005/06 gli Scarlets fallirono ancora la qualificazione nel loro gruppo dell'Heineken Cup e finirono al sesto posto la Celtic League. Ottennero comunque più successo nell'appena ristrutturata Coppa Anglo-Gallese. I questa competizione prima vinsero il loro girone, poi batterono di un punto Bath in semifinale riuscendo a raggiungere la finale. Questa partita, giocata a Twickenham, riportò comunque gli Scarlets coi piedi per terra a causa della sconfitta contro i London Wasps 26 a 10, sconfitta in parte dovuta alla mancanza di alcuni giocatori internazionali.
L'avventura in Heineken Cup fu invece molto simile a quella dell'anno precedente. Llanelli vinse solo due delle sei partite del girone eliminatorio, che concluse al terzo posto dietro Toulouse e London Wasps.
Il deludente sesto posto nella Celtic League permise comunque alla squadra di qualificarsi per l'Heineken Cup 2006-2007 in qualità di secondo miglior team gallese del campionato. inoltre gli Scarlets riuscirono a ingaggiare di nuovo Stephen Jones e a prolungare il contratto di Barry Davies. Nel corso della stagione l'allenatore storico della squadra Gareth Jenkins fu chiamato a guidare la nazionale gallese e al suo posto fu ingaggiato Phil Davies, proveniente dai Leeds Tykes.
La stagione 2006-07 iniziò con grossi guai finanziari per il team, che annunciò che la sua esistenza era a rischio a meno che non fossero stati trovati nuovi fondi. Fortunatamente un uomo d'affari di Londra, Tim Griffiths, portò nuovi investimenti, che permisero al club di salvarsi.
La stagione fu tutto sommato buona per gli Scarlets, che arrivarono quarti in Celtic League e raggiunsero la semifinale in Heineken Cup. Nella competizione continentale la squadra ottenne una delle vittorie più famose della sua breve storia, battendo in trasferta Tolosa 41 a 34 dopo essere stati sotto per due volte di 21 punti. Il girone eliminatorio vide anche una convincente vittoria per 35 a 11 contro l'Ulster al Ravenhill Stadium e fu concluso senza sconfitte (quinta squadra nella storia a riuscirci). Nei quarti gli Scarlets sconfissero i detentori del Munster 24 a 15, ma i loro sogni di gloria vennero distrutti nella semifinale contro i Leicester Tigers, persa 33 a 17.

## Palmarès
- Pro14: 2
2003-04; 2016-17

## Risultati e statistiche

### Celtic League
| Stagione | Pos | Giocate | Vinte | Pareggiate | Perse | Bonus | Punti |
| -------- | --- | ------- | ----- | ---------- | ----- | ----- | ----- |
| 2003-04  | 1   | 22      | 16    | 1          | 5     | 10    | 76    |
| 2004-05  | 5   | 20      | 9     | 0          | 11    | 10    | 46    |
| 2005-06  | 6   | 22*     | 10    | 1          | 9     | 7     | 57    |
| 2006-07  | 4   | 20      | 12    | 0          | 8     | 9     | 57    |
| 2007-08  | 6   | 18      | 7     | 0          | 11    | 10    | 39    |

* Inclusi due "Free Weekends" che valgono 4 punti ciascuno.

### Celtic Cup
| 2003-04 | Quarti di finale | Llanelli Scarlets 12 – 14 Connacht | Llanelli Scarlets 12 – 14 Connacht | Llanelli Scarlets 12 – 14 Connacht | Llanelli Scarlets 12 – 14 Connacht | Llanelli Scarlets 12 – 14 Connacht | Llanelli Scarlets 12 – 14 Connacht | Llanelli Scarlets 12 – 14 Connacht |
| 2004-05 | Finale           | Munster 27 – 16 Llanelli Scarlets  | Munster 27 – 16 Llanelli Scarlets  | Munster 27 – 16 Llanelli Scarlets  | Munster 27 – 16 Llanelli Scarlets  | Munster 27 – 16 Llanelli Scarlets  | Munster 27 – 16 Llanelli Scarlets  | Munster 27 – 16 Llanelli Scarlets  |

### Heineken Cup
| Stagione | Girone/Fase | Pos                                          | Giocate                                      | Winte                                        | Pareggiate                                   | Perse                                        | Bonus                                        | Punti                                        |
| -------- | ----------- | -------------------------------------------- | -------------------------------------------- | -------------------------------------------- | -------------------------------------------- | -------------------------------------------- | -------------------------------------------- | -------------------------------------------- |
| 2003-04  | Gruppo 4    | 1                                            | 6                                            | 5                                            | 0                                            | 1                                            | 3                                            | 23                                           |
| 2003-04  | Quarti      | Llanelli Scarlets 10 – 27 Biarritz Olympique | Llanelli Scarlets 10 – 27 Biarritz Olympique | Llanelli Scarlets 10 – 27 Biarritz Olympique | Llanelli Scarlets 10 – 27 Biarritz Olympique | Llanelli Scarlets 10 – 27 Biarritz Olympique | Llanelli Scarlets 10 – 27 Biarritz Olympique | Llanelli Scarlets 10 – 27 Biarritz Olympique |
| 2004-05  | Gruppo 3    | 3                                            | 6                                            | 2                                            | 0                                            | 4                                            | 5                                            | 13                                           |
| 2005-06  | Gruppo 6    | 3                                            | 6                                            | 2                                            | 0                                            | 4                                            | 4                                            | 12                                           |
| 2006-07  | Gruppo 5    | 1                                            | 6                                            | 6                                            | 0                                            | 0                                            | 3                                            | 27                                           |
| 2006-07  | Quarti      | Llanelli Scarlets 24 – 15 Munster            | Llanelli Scarlets 24 – 15 Munster            | Llanelli Scarlets 24 – 15 Munster            | Llanelli Scarlets 24 – 15 Munster            | Llanelli Scarlets 24 – 15 Munster            | Llanelli Scarlets 24 – 15 Munster            | Llanelli Scarlets 24 – 15 Munster            |
| 2006-07  | Semifinale  | Leicester Tigers 33 – 17 Llanelli Scarlets   | Leicester Tigers 33 – 17 Llanelli Scarlets   | Leicester Tigers 33 – 17 Llanelli Scarlets   | Leicester Tigers 33 – 17 Llanelli Scarlets   | Leicester Tigers 33 – 17 Llanelli Scarlets   | Leicester Tigers 33 – 17 Llanelli Scarlets   | Leicester Tigers 33 – 17 Llanelli Scarlets   |
| 2007-08  | Gruppo 5    | 4                                            | 6                                            | 0                                            | 0                                            | 6                                            | 0                                            | 0                                            |

### Anglo-Welsh Cup
| Stagione | Gruppo/Fase | Pos                                    | Giocate                                | Vinte                                  | Pareggiate                             | Perse                                  | Bonus                                  | Punti                                  |                                        |
| -------- | ----------- | -------------------------------------- | -------------------------------------- | -------------------------------------- | -------------------------------------- | -------------------------------------- | -------------------------------------- | -------------------------------------- | -------------------------------------- |
| 2005-06  | Gruppo C    | 1                                      | 3                                      | 3                                      | 0                                      | 0                                      | 0                                      | 12                                     |                                        |
| 2005-06  | Semifinale  | Llanelli Scarlets 27 – 26 Bath Rugby   | Llanelli Scarlets 27 – 26 Bath Rugby   | Llanelli Scarlets 27 – 26 Bath Rugby   | Llanelli Scarlets 27 – 26 Bath Rugby   | Llanelli Scarlets 27 – 26 Bath Rugby   | Llanelli Scarlets 27 – 26 Bath Rugby   | Llanelli Scarlets 27 – 26 Bath Rugby   | Llanelli Scarlets 27 – 26 Bath Rugby   |
| 2005-06  | Finale      | London Wasps 26 – 10 Llanelli Scarlets | London Wasps 26 – 10 Llanelli Scarlets | London Wasps 26 – 10 Llanelli Scarlets | London Wasps 26 – 10 Llanelli Scarlets | London Wasps 26 – 10 Llanelli Scarlets | London Wasps 26 – 10 Llanelli Scarlets | London Wasps 26 – 10 Llanelli Scarlets | London Wasps 26 – 10 Llanelli Scarlets |
| 2006-07  | Gruppo C    | 3                                      | 3                                      | 1                                      | 0                                      | 2                                      | 1                                      | 5                                      |                                        |
| 2007-08  | Gruppo D    | 2                                      | 3                                      | 2                                      | 0                                      | 1                                      | 3                                      | 11                                     |                                        |

## Giocatori
- Adam Jones 2003-2007